# Martin Stenmarck
Martin Olof Jon Stenmarck (Täby (Stockholm), 3 oktober 1972) is een Zweedse zanger. Hij is geboren in Täby (Stockholm) maar opgegroeid in Örebro. Hij heeft een relatie met de zangeres Hanna Hedlund, ze hebben samen twee kinderen Ida en Love.
In 2005 won hij verrassend Melodifestivalen met het lied Las Vegas en mocht hij naar het Eurovisiesongfestival. De titel laat het niet vermoeden maar het was toch een ander soort inzending dan voorgaande jaren en dat zullen de Zweden ook geweten hebben, voor het eerst sinds 1997 eindigden ze niet in de top 10, sterker nog een 19de plaats en halve finale in 2006.
In september 2006 bracht Stenmark de single 7milakliv uit die in de eerste week notering meteen naar de nummer 1 steeg. Drie jaar later brengt hij zijn derde album met Zweedse poprock-liedjes uit. Dit album, Septemberland, verscheen op 28 oktober 2009.
Stenmarck vertolkte van 2020 tot en met 2022 een van de hoofdrollen in de televisieserie Lyckoviken.

## Discografie
Singles
- 2005 - Las Vegas
- 2006 - 7Milakliv
- 2007 - Nästa Dans
- 2007 - Hand i Hand (een duet met Søs Fenger)
- 2007 - 100 år från nu
- 2007 - Rubb och Stubb
- 2008 - A Million Candles Burning (exclusieve single waarvan de opbrengst naar een "Better World" project gaat.)
- 2009 - 1000 nålar

Albums
- 2001 - One (tysk utgåva)
- 2001 - One
- 2004 - Think of Me
- 2005 - Think of Me (incl. single Las Vegas)
- 2006 - 9 sanningar och en lögn
- 2007 - Det är det pojkar gör när kärleken dör
- 2009 - Septemberland